# Dazai Osamu

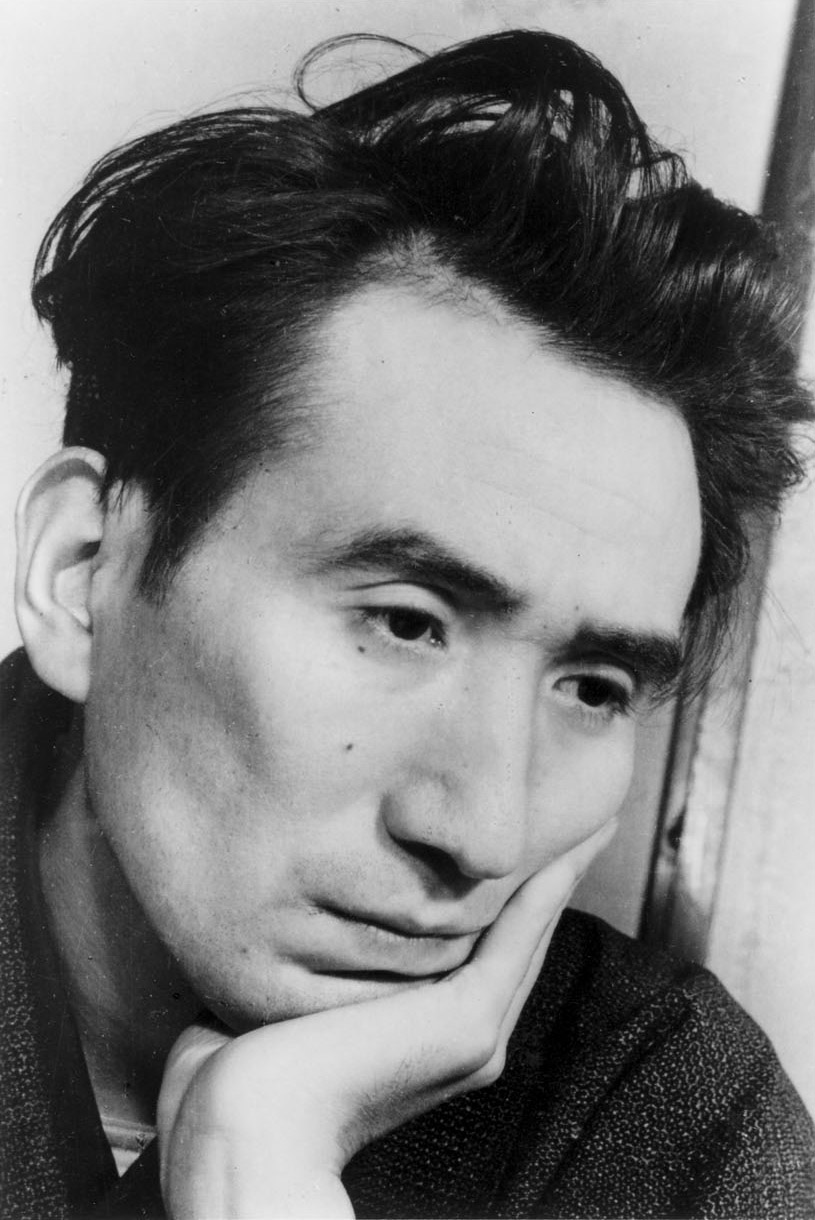
Dazai Osamu (Februar 1948)

Dazai Osamu (japanisch 太宰 治; * 19. Juni 1909 in Kanagi-cho (金木町), heute: Goshogawara, Präfektur Aomori; † 13. Juni 1948 in Tokio; eigentlich Tsushima Shūji, 津島 修治) war ein japanischer Schriftsteller.

## Leben
Dazai wurde als zehntes von elf Kindern geboren. Sein Vater, Tsushima Gen’emon, war ein wohlhabender Landbesitzer und Abgeordneter des japanischen Parlaments. Tsushima Gen’emon wurde ins Unterhaus gewählt, als Dazai drei Jahre alt war, und zehn Jahre später ins Oberhaus. Das Haus, in dem Dazai geboren wurde, hatte 19 Räume, Küche und Diensträume nicht mitgezählt. Irmela Hijiya-Kirschnereit meint, Dazai habe in seiner Familie eine Außenseiterrolle einnehmen müssen und nur zu seinem Kindermädchen Take eine emotionale Beziehung aufgebaut. Er las viel und begann im Alter von 13 Jahren Geschichten zu schreiben.
Ein einschneidendes Erlebnis in seiner Jugend war der Freitod seines Idols Akutagawa Ryūnosuke im Jahr 1927. An der Universität in Tokio studierte Dazai französische Literatur (1930 bis 1935). Sein Ehrgeiz galt weniger dem akademischen Erfolg und so begann er seine Zeit mehr und mehr mit Schreiben zu verbringen, schloss sich kurzzeitig einer marxistischen Bewegung an und brach das Studium schließlich ab.

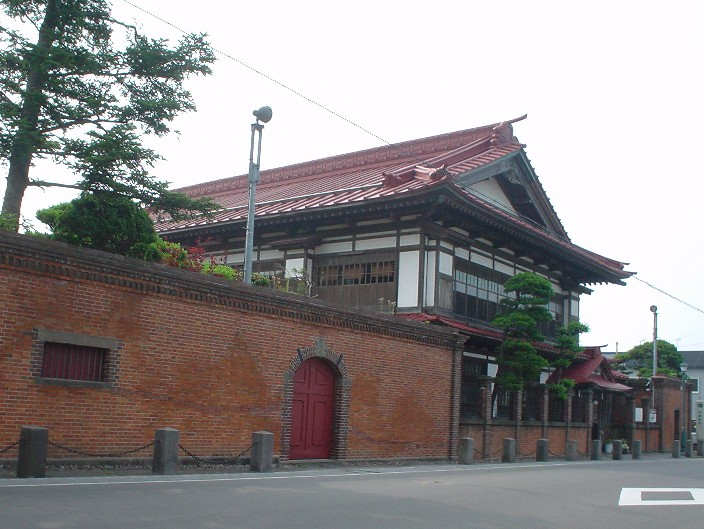
Wohnhaus Dazais und Gedenkstätte, aus Hibaholz im Juni 1907 gebaut

1933 veröffentlichte er die ersten Kurzgeschichten und nahm das Pseudonym „Dazai Osamu“ an. Er fand erst als Schüler von Ibuse Masuji ab 1935 allgemeine Anerkennung. In den Jahren 1928 bis 1935 beging er drei Selbstmordversuche. 1928 versuchte er sich mit einer Überdosis Schlafmitteln das Leben zu nehmen, 1930 verbündete er sich mit der 19-jährigen Kellnerin Shimeko, beide wollten zusammen ins Wasser gehen: Das Mädchen starb, Dazai überlebte und musste sich vor der Polizei verantworten und schließlich misslang ihm 1935 der Versuch, sich zu erhängen. Drei Wochen nach seinem letzten gescheiterten Suizidversuch bekam er eine Blinddarmentzündung und musste operiert werden. Durch die Behandlung im Krankenhaus wurde Dazai abhängig von Schmerzmitteln. Über ein Jahr kämpfte er gegen die Sucht an und wurde im Oktober 1936 schließlich in eine Anstalt gebracht, in der er sich zu einem kalten Entzug entschloss. Seine dort gemachten Erfahrungen lässt er in das Buch Gezeichnet einfließen. Die Behandlung dauerte über einen Monat; währenddessen betrog ihn seine erste Frau Oyama Hatsuyo (小山 初代) mit einem engen Freund. Als Dazai von der Affäre erfuhr, versuchten die beiden Eheleute gemeinsam Suizid zu begehen. Als dies nicht gelang, ließen sie sich scheiden. Dazai heiratete am 8. Januar 1939 Ishihara Michiko (石原 美知子). Das Paar reiste viel und er schrieb literarische Reiseberichte. Am 7. Juni 1941 wurde ihre Tochter Sonoko geboren.
Als Japan in den Zweiten Weltkrieg eintrat, wurde Dazai aufgrund eines Brustkorbleidens nicht eingezogen. Während der Kriegsjahre war sein Schaffen sehr gebremst, nicht zuletzt wegen der stärker werdenden Zensur, die den Druck seiner Arbeiten unterband. Sein Haus wurde mehrmals bombardiert. Am 10. August 1944 wurde der Sohn Masaki geboren. Aufgrund des Bombardements verließ die Familie im April 1945 die Stadt und als sie im November zurückkam, begann Dazai mit mehreren Frauen ein Verhältnis. 1947 kamen zwei Töchter Dazais zur Welt: die zweite eheliche Tochter Satoko (später Yūko (佑子)) am 30. März, außerdem gebar eine Geliebte Dazais, Ōta Shizuko, am 12. November ein Mädchen, das Haruko genannt wurde.

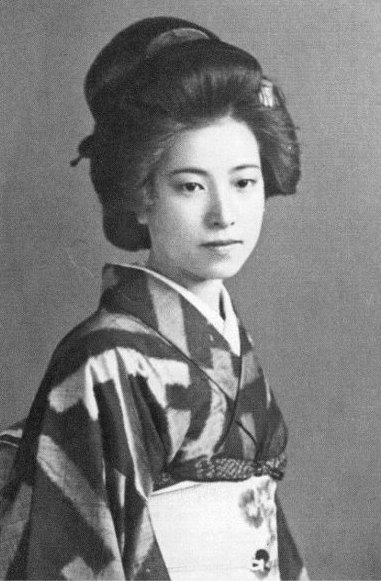
Yamazaki Tomie

Nach dem Zweiten Weltkrieg veränderte sich sein Schreibstil und spiegelte vermehrt die Probleme, Rebellionen und selbstmörderischen Gedanken seiner Jugend wider.
Am 13. Juni 1948 ertränkte sich Dazai mit Yamazaki Tomie (山崎 富栄), seiner Geliebten, im Tama-Kanal (玉川上水, Tamagawajōsui). Am 19. Juni, seinem 39. Geburtstag, wurde seine Leiche geborgen. Er hinterließ einen nicht vollendeten Fortsetzungsroman mit dem Titel Guddo bai.
Seine Urne wurde im Tempel Zenrin-ji (禅林寺) in Mitaka, Präfektur Tokio beigesetzt. Das Geburtshaus Dazais beherbergt heute als Dazai-Osamu-Gedenkstätte ein seinem Leben und Werk gewidmetes Museum. Zum Gedenken an den Schriftsteller wird alljährlich der Dazai-Osamu-Preis gemeinsam von der Stadt Mitaka und dem Verlag Chikuma Shobō an Nachwuchsschriftsteller vergeben.
Stammbaum Dazais
- Dazais älterer Bruder Tsushima Bunji war Bürgermeister von Kanagi und später Gouverneur von Aomori.
- Seine Tochter Yūko Tsushima wurde ebenfalls Schriftstellerin und veröffentlichte ihre erste Geschichte 1969. Sie starb 2016 im Alter von 68 Jahren.
- Yūji Tsushima ist der Ehemann von Dazais Tochter Sonoko.

|        |        |        |        |        |        |       |       |       |       |   |   |   |   |  |  |                |                |                |                |                |                |  |  |             |             |             |             |             |             |  |  |      |      | Tsushima Gen’emon | Tsushima Gen’emon | Tsushima Gen’emon | Tsushima Gen’emon | Tsushima Gen’emon | Tsushima Gen’emon |             |             |             |             |             |             | Tane   | Tane   | Tane   | Tane   | Tane   | Tane   |                  |                  |                  |                  |                  |                  |  |  |         |        |        |        |        |        |
|        |        |        |        |        |        |       |       |       |       |   |   |   |   |  |  |                |                |                |                |                |                |  |  |             |             |             |             |             |             |  |  |      |      | Tsushima Gen’emon | Tsushima Gen’emon | Tsushima Gen’emon | Tsushima Gen’emon | Tsushima Gen’emon | Tsushima Gen’emon |             |             |             |             |             |             | Tane   | Tane   | Tane   | Tane   | Tane   | Tane   |                  |                  |                  |                  |                  |                  |  |  |         |        |        |        |        |        |
|        |        |        |        |        |        |       |       |       |       |   |   |   |   |  |  |                |                |                |                |                |                |  |  |             |             |             |             |             |             |  |  |      |      |                   |                   |                   |                   |                   |                   |             |             |             |             |             |             |        |        |        |        |        |        |                  |                  |                  |                  |                  |                  |  |  |         |        |        |        |        |        |
|        |        |        |        |        |        |       |       |       |       |   |   |   |   |  |  |                |                |                |                |                |                |  |  |             |             |             |             |             |             |  |  |      |      |                   |                   |                   |                   |                   |                   |             |             |             |             |             |             |        |        |        |        |        |        |                  |                  |                  |                  |                  |                  |  |  |         |        |        |        |        |        |
|        |        |        |        | Bunji  | Bunji  | Bunji | Bunji | Bunji | Bunji |   |   |   |   |  |  |                |                |                |                |                |                |  |  | Ōta Shizuko | Ōta Shizuko | Ōta Shizuko | Ōta Shizuko | Ōta Shizuko | Ōta Shizuko |  |  |      |      |                   |                   |                   |                   |                   |                   | Dazai Osamu | Dazai Osamu | Dazai Osamu | Dazai Osamu | Dazai Osamu | Dazai Osamu |        |        |        |        |        |        | Ishihara Michiko | Ishihara Michiko | Ishihara Michiko | Ishihara Michiko | Ishihara Michiko | Ishihara Michiko |  |  | Eiji    | Eiji   | Eiji   | Eiji   | Eiji   | Eiji   |
|        |        |        |        | Bunji  | Bunji  | Bunji | Bunji | Bunji | Bunji |   |   |   |   |  |  |                |                |                |                |                |                |  |  | Ōta Shizuko | Ōta Shizuko | Ōta Shizuko | Ōta Shizuko | Ōta Shizuko | Ōta Shizuko |  |  |      |      |                   |                   |                   |                   |                   |                   | Dazai Osamu | Dazai Osamu | Dazai Osamu | Dazai Osamu | Dazai Osamu | Dazai Osamu |        |        |        |        |        |        | Ishihara Michiko | Ishihara Michiko | Ishihara Michiko | Ishihara Michiko | Ishihara Michiko | Ishihara Michiko |  |  | Eiji    | Eiji   | Eiji   | Eiji   | Eiji   | Eiji   |
|        |        |        |        |        |        |       |       |       |       |   |   |   |   |  |  |                |                |                |                |                |                |  |  |             |             |             |             |             |             |  |  |      |      |                   |                   |                   |                   |                   |                   |             |             |             |             |             |             |        |        |        |        |        |        |                  |                  |                  |                  |                  |                  |  |  |         |        |        |        |        |        |
|        |        |        |        |        |        |       |       |       |       |   |   |   |   |  |  |                |                |                |                |                |                |  |  |             |             |             |             |             |             |  |  |      |      |                   |                   |                   |                   |                   |                   |             |             |             |             |             |             |        |        |        |        |        |        |                  |                  |                  |                  |                  |                  |  |  |         |        |        |        |        |        |
| Kōichi | Kōichi | Kōichi | Kōichi | Kōichi | Kōichi |       |       | ?     | ?     | ? | ? | ? | ? |  |  | Tazawa Kichirō | Tazawa Kichirō | Tazawa Kichirō | Tazawa Kichirō | Tazawa Kichirō | Tazawa Kichirō |  |  | Ōta Haruko  | Ōta Haruko  | Ōta Haruko  | Ōta Haruko  | Ōta Haruko  | Ōta Haruko  |  |  | Yūji | Yūji | Yūji              | Yūji              | Yūji              | Yūji              |                   |                   | Sonoko      | Sonoko      | Sonoko      | Sonoko      | Sonoko      | Sonoko      | Masaki | Masaki | Masaki | Masaki | Masaki | Masaki | Yūko             | Yūko             | Yūko             | Yūko             | Yūko             | Yūko             |  |  | Kazuo?  | Kazuo? | Kazuo? | Kazuo? | Kazuo? | Kazuo? |
| Kōichi | Kōichi | Kōichi | Kōichi | Kōichi | Kōichi |       |       | ?     | ?     | ? | ? | ? | ? |  |  | Tazawa Kichirō | Tazawa Kichirō | Tazawa Kichirō | Tazawa Kichirō | Tazawa Kichirō | Tazawa Kichirō |  |  | Ōta Haruko  | Ōta Haruko  | Ōta Haruko  | Ōta Haruko  | Ōta Haruko  | Ōta Haruko  |  |  | Yūji | Yūji | Yūji              | Yūji              | Yūji              | Yūji              |                   |                   | Sonoko      | Sonoko      | Sonoko      | Sonoko      | Sonoko      | Sonoko      | Masaki | Masaki | Masaki | Masaki | Masaki | Masaki | Yūko             | Yūko             | Yūko             | Yūko             | Yūko             | Yūko             |  |  | Kazuo?  | Kazuo? | Kazuo? | Kazuo? | Kazuo? | Kazuo? |
|        |        |        |        |        |        |       |       |       |       |   |   |   |   |  |  |                |                |                |                |                |                |  |  |             |             |             |             |             |             |  |  |      |      |                   |                   |                   |                   |                   |                   |             |             |             |             |             |             |        |        |        |        |        |        |                  |                  |                  |                  |                  |                  |  |  |         |        |        |        |        |        |
|        |        |        |        |        |        |       |       |       |       |   |   |   |   |  |  |                |                |                |                |                |                |  |  |             |             |             |             |             |             |  |  |      |      |                   |                   |                   |                   |                   |                   |             |             |             |             |             |             |        |        |        |        |        |        |                  |                  |                  |                  |                  |                  |  |  | Kyōichi |        |        |        |        |        |

## Werke
Dazai war stark vom Shishōsetsu (Ich-Roman) beeinflusst. So sei er laut James A. O’Brien eher an persönlichen, archetypischen Erfahrungen interessiert gewesen, als daran fiktionale Charaktere zu schaffen. Sein Werk sei hochgradig subjektiv. Dies bedeute jedoch nicht, dass sein Werk rein autobiographisch sei. Vielmehr erfand er zum Zwecke der emotionalen Kommunikation Ereignisse, die er dann in seinen Erzählungen ausmalte. Die Erschaffung einer fiktionalen Welt sowie einer Rahmenhandlung waren Dazais Hauptprobleme beim Schreiben, deren er sich aber bewusst gewesen sei. Er griff daher neben anderen auf Werke von Saikaku und Schiller zurück. Auch wird in seinem Werk ein Einfluss der proletarischen Literatur ausgemacht, der sich vor allem in der Zeit vor 1945 zeige. Dieser wird auf Dazais Herkunft sowie auf die Attraktivität des Hōgan biiki (判官贔屓, wörtlich "Parteinahme für den Magistrat", etwa "Mitgefühl mit dem Verlierer") zurückgeführt. Dies erkläre auch den Standpunktwechsel Dazais nach Ende des Zweiten Weltkriegs, als Dazai nun auf der Seite des Tennō und der Landbesitzer stehe, die den sozialen Hintergrund des Romans Die sinkende Sonne bildeten.
Dazai behandelte universelle Themen und verwandte eine scheinbar einfache Sprache. Doch machte es u. a. sein eigenwilliger Humor schwer, sein Werk zu übersetzen. Die Traurigkeit, die sein Schreiben durchziehe, werde stets von dem Bewusstsein, dass dies eine absurde Welt sei, ausgeglichen.
Donald Keene vergleicht Dazais Talent mit dem eines großartigen Kameramannes, der seinen Blick an Momenten des eigenen Lebens schärfe, aber Komposition und Auswahl mache seine Arbeit zu einem kreativen Kunstwerk.
Erstmalig wird seit 2024 das Gesamtwerk von Dazai Osamu in zwölf Bänden von Erika Strohbach ins Deutsche übersetzt. Auf der Webseite des Verlags findet sich auch eine Liste der zu übersetzenden Titel. Die Liste seiner Werke auf der frei zugänglichen Webseite der japanischen Aozora Bunkō, die gemäß damaliger japanischer Rechtsprechung bereits seit 1998 gemeinfrei waren, besteht derzeit aus 274 Titeln (Stand: Ende Dezember 2024).

## Deutsche Übersetzungen
- 1958: Die sinkende Sonne. Carl Hanser Verlag, München (japanisch: 斜陽 (Shayō). 1947. Übersetzt von Oscar Benl).
- 1965: Ein Besucher. In: Monique Humbert (Hrsg.): Nippon. Moderne Erzählungen aus Japan von Mori Ogai bis Mishima Yukio. Diogenes, Zürich, hier: S. 47–58 (amerikanisches Englisch: The Courtesy Call. Übersetzt von Monique Humbert).[11]
2017: Alte Freunde. Cass-Verlag, Löhne, ISBN 978-3-944751-14-6 (japanisch: 親友交換 (Shin'yū kōkan). 1946. Übersetzt von Jürgen Stalph).
- 1975: Die Frau Villons. In: Jürgen Berndt (Hrsg.): Träume aus zehn Nächten. Moderne japanische Erzählungen. Aufbau Verlag, Berlin, hier: S. 363–390 (japanisch: ヴィヨンの妻 (Buiyon no tsuma). 1947. Übersetzt von Jürgen Berndt).[12]
- 1983: Warten. In: Hefte für Ostasiatische Literatur. Nr. 1, hier: S. 61–63 (japanisch: 待つ (Matsu). 1942. Übersetzt von Jürgen Stalph).
- 1988: Das Meer. In: Fakultät für Ostasienwissenschaften der Ruhr-Universität Bochum (Hrsg.): Bochumer Jahrbuch zur Ostasienforschung. Nr. 11, hier: S. 299–303 (japanisch: 海 (Umi). 1946. Übersetzt von Jürgen Stalph).
- 1990: Von Frauen. In: Siegfried Schaarschmidt (Hrsg.): Das große Japan-Lesebuch. Goldmann Verlag, München, hier: S. 115–122 (japanisch: 雌に就いて (Mesu ni tsuite). 1936. Übersetzt von Siegfried Schaarschmidt).[13]
- 1992: Das Gemeine und andere Erzählungen. Iudicium Verlag, München, ISBN 978-3-89129-306-5 (japanisch: ダス・ゲマイネ (Dasu gemaine). 1935. Übersetzt von Stefan Wundt und Fumiya Hirataka).[14]
- 1999: Gezeichnet. Insel Verlag, Frankfurt am Main, ISBN 978-3-458-16871-3 (japanisch: 人間失格 (Ningen shikkaku). 1947. Übersetzt von Jürgen Stalph).
2023: Gezeichnet. Independently published, ISBN 979-88-5075431-0 (japanisch: 人間失格 (Ningen shikkaku). Übersetzt von Emilia Hoffmann).
2023: Gezeichnet. Independently published, ISBN 979-88-5264169-4 (japanisch: 人間失格 (Ningen shikkaku). Übersetzt von Benjamin Braun).
2023: Gezeichnet. Independently published, ISBN 979-88-6379034-3 (japanisch: 人間失格 (Ningen shikkaku). Übersetzt von Seren Aeon).
2024: Gezeichnet (No Longer Human). Independently published, Königswinter, ISBN 979-83-2264451-4 (japanisch: 人間失格 (Ningen shikkaku). Übersetzt von Erika Strohbach).[15]
2025: Nicht länger ein Mensch. Roman. Anaconda Verlag, München, ISBN 978-3-7306-1486-0 (japanisch: 人間失格 (Ningen shikkaku). Übersetzt von Sabrina Wägerle).
- 2002: Der Zug. In: Irmtraud Schaarschmidt-Richter (Hrsg.): Bergkette in der Ferne. Begegnungen mit japanischen Autoren und Texten. Edition Peperkorn, Thunum/Ostfriesland, ISBN 3-929181-46-0, hier: S. 169–174 (japanisch: 列車 (Ressha). 1933. Übersetzt von Siegfried Schaarschmidt).[16]
- 2002: Versprochen und gehalten. Mit einem Vorwort versehen von den Herausgebern. In: Josef Bohaczek und Barbara Yoshida-Krafft (Hrsg.): ... weil gerade Frühling war. Heiter-Ironisches aus Japan. Iudicium Verlag, München, ISBN 3-89129-052-7, hier: S. 15–20 (japanisch: 満願 (Mangan). 1938. Übersetzt von Josef Bohaczek).
- 2003: Sado. In: Hefte für Ostasiatische Literatur. 35. Iudicium, München, hier: S. 47–61 (japanisch: 佐渡 (Sado). 1941. Übersetzt von Jutta Marlene Vogt).
- 2010: Acht Ansichten von Tōkyō. In: Hefte für Ostasiatische Literatur. 48. Iudicium Verlag, München, hier: S. 87–114 (japanisch: 東京八景 (Tōkyō hakkei). 1941. Übersetzt von Matthias Igarashi).
- 2011: Einspruch der Dekadenz: 12 Kurzgeschichten. Angkor Verlag, Frankfurt am Main, ISBN 978-3-936018-79-0.[17]
- 2011: I can speak. In: Hefte für Ostasiatische Literatur. 50. Iudicium Verlag, München, hier: S. 108–110 (japanisch: I can speak. 1939. Übersetzt von Matthias Igarashi).
- 2011: Die Lampe. In: Hefte für Ostasiatische Literatur. Nr. 50. Iudicium Verlag, München, hier: S. 111–117 (japanisch: 灯籠 (Tōrō). 1937. Übersetzt von Matthias Igarashi).
- 2012: Die Teufel des Tsurugi-Bergs. Erzählungen. mit einem Nachwort der Übersetzerin. be.bra Verlag, Berlin, ISBN 978-3-86124-915-3 (japanisch: お伽草紙 (Otogi zōshi). 1945. Übersetzt von Verena Werner).[18]
- 2014: Der Dandy. In: Hefte für Ostasiatische Literatur. 57. Iudicium Verlag, München, hier: S. 39–47 (japanisch: おしゃれ童子 (Oshare dōji). 1939. Übersetzt von Matthias Igarashi).
- 2016: Erhört mein Flehen! In: Hefte für Ostasiatische Literatur. 61. Iudicium, München, hier: S. 43–56 (japanisch: 駆け込み訴え (Kakekomi uttae). 1940. Übersetzt von Matthias Igarashi).

## Gesammelte Werke
- Dazai Osamu’s Werke (Band 1): Das Gesamtwerk des Autors in geplanten 12 Bändern. Aus dem Japanischen von Erika Strohbach. BOD (Independently published), Königswinter 2024, ISBN 979-8-327-99770-7.

## Hörbücher
- Gezeichnet: No Longer Human. Gesprochen von Bastian Palmersheim. Aus dem Japanischen von Erika Strohbach. Ohrensive, Königswinter 2024, EAN 4099995795561